# Aminoàcid essencial
Els aminoàcids essencials, centrant la definició en els humans, són aminoàcids proteïnògens que no poden ser sintetitzats pels nostre organisme, i que per tant han de ser ingerits en la nostra dieta. L'essencialitat nutricional és doncs característica de l'espècie, i no pas del nutrient. També es considera essencial un aminoàcid quan el cos no pot sintetitzar el seu cetoàcid.
Vuit aminoàcids són els considerats essencials pels humans:
- Isoleucina
- Metionina
- Fenilalanina
- Leucina
- Lisina
- Treonina
- Triptòfan
- Valina.

Sovint els aminoàcids arginina, cisteïna, glicina, glutamina i tirosina són considerats essencials condicionats, volent significar amb aquesta expressió que no són indispensables a la dieta per a la població en general, però que han de ser aportats de forma exògena a poblacions específiques que no els poden sintetitzar en quantitats suficients.
És el cas de la tirosina i els malalts de fenilcetonúria. Els pacients amb aquesta malaltia han de mantenir un consum nul de fenilalanina per tal d'evitar complicacions metabòliques i endarreriment mental (és una malaltia congènita i es manifesta ja al néixer). Tanmateix, com que la fenilalanina és la precursora sintètica de la tirosina, sense fenilalanina la tirosina no pot ser fabricada, i esdevé per tant essencial a la dieta d'aquests malalts. Les següents llistes recomanen les quantitats diàries necessàries d'aminoàcids essencials pels humans, juntament amb les seves abreviatures estàndard d'una sola lletra. (També existeix l'abreviatura estàndard de tres lletres)
| Nom            | Ingesta diària recomanada en adults (mg per kg de pes corporal OMS) | per un humà de 70 kg (mg) |
| -------------- | ------------------------------------------------------------------- | ------------------------- |
| F Fenilalanina | 14 (suma amb Tirosina)                                              | 980                       |
| L Leucina      | 14                                                                  | 980                       |
| M Metionina    | 13 (suma amb Cisteïna)                                              | 910                       |
| K Lisina       | 12                                                                  | 840                       |
| I Isoleucina   | 10                                                                  | 700                       |
| V Valina       | 10                                                                  | 700                       |
| T Treonina     | 7                                                                   | 490                       |
| W Triptòfan    | 3                                                                   | 245                       |

La taurina pot ser necessària per mantenir l'elasticitat de les artèries i el col·lagen
a 2 mg/kg/dia, petita però necessària (142 mg/dia per adult de 70 kg).
Els aminoàcids essencials varien d'espècie en espècie. Per exemple la taurina (que extrictament parlant no és un aminoàcid) és essencial pels gats, però no pels gossos. Així tenim que la taurina ha de ser afegida als menjars comercials preparats per a gats, però no per als gossos.
El límit entre essencials i no essencial de vegades no és prou nítid, atès que alguns aminoàcids poden ser produïts a partir d'altres. Els aminoàcids que contenen sofre: metionina i homocisteïna, poden ser convertits l'un en l'altre i viceversa, però mai sintetitzats de novo pels humans. Igualment, la cisteïna pot produir-se a partir de l'homocisteïna però no des de zero. Aixím, per conveniència, els aminoàcids ensofrats són considerats a voltes un conjunt d'aminoàcids equivalents. De la mateixa forma l'arginina, l'ornitina, i la citrul·lina, que són bescanviables en el cicle de la urea, són considerats un altre conjunt a part.
Els aliments que estan mancats d'aminoàcids essencials són una font pobra d'equivalents de proteïna, ja que el cos tendeix a desaminar els aminoàcids ingerits, convertint les proteïnes en greixos i carbohidrats. Per tant, un correcte balanç dels aminòacids essencials és necessari per a tenir un elevat grau d'utilització neta de proteïnes, que és la ràtio en massa entre els aminoàcids convertits en proteïnes i aminoàcid aportats en la dieta.
Tots els aminoàcids essencials poden ser obtinguts de fonts vegetals. Els únics casos de deficiències proteiques es donen doncs en les poblacions crònicament malnodrides, i no pas en el cas dels vegetarians estrictes.
Resulta convenient tenir una dieta variada que combini quants més aminoàcids essencials millor, i especialment si es pot combinar en un mateix àpat tots els aminoàcids limitants, atès que la presència dels mateixos redueix la pèrdua de nitrogen per desaminació, afavorint així una utilització neta general de proteïnes.
| Fonts de proteïnes | aminoàcid limitant                                                    |
| ------------------ | --------------------------------------------------------------------- |
| Blat               | lisina                                                                |
| Arròs              | lisina                                                                |
| Panís              | lisina i triptòfan                                                    |
| Llegums            | metionina (o cisteïna)                                                |
| Carn de vaca       | fenilalanina (o tirosina)                                             |
| Ous, pollastre     | cap; es fa servir de punt de referència per les proteïnes absorbibles |
| Llet o sèrum boví  | metionina (o cisteïna)                                                |